# Yo La Tengo
Yo La Tengo és un grup de música indie rock estatunidenc creat el 1984 a Hoboken, Nova Jersey. El grup, amb una àmplia carrera discogràfica, ha esdevingut una de les icones de l'indie estatunidenc.

## Origen del nom
El nom prové d'una anècdota del beisbol. Durant la temporada de l'any 1962, el jugador de l'equip New York Mets, Richie Ashburn xocava constantment amb el seu company veneçolà Elio Chacón. Cada vegada que Ashburn corria per atrapar la pilota, cridava “I got it! I got it!” només per acabar xocant amb els 73 quilos de Chacón que no entenia anglès. Ashburn, avorrit, va aprendre a dir “Yo la tengo! Yo la tengo!”. En un joc, després de cridar “Yo la Tengo!” va veure com el seu company s'aturava. Va córrer lentament a buscar la bola quan va xocar amb els 91 quilos del seu company Frank Thomas, que no parlava castellà. Després d'això, en Thomas li va preguntar a Ashburn que significava “Yellow Tango”. El grup buscava un nom que no fos anglès per intentar evitar qualsevol connotació. Tot i que Kaplan és un fan del beisbol (particularment dels New York Mets), s'enfada cada vegada que li pregunten per l'origen del nom.

## Història

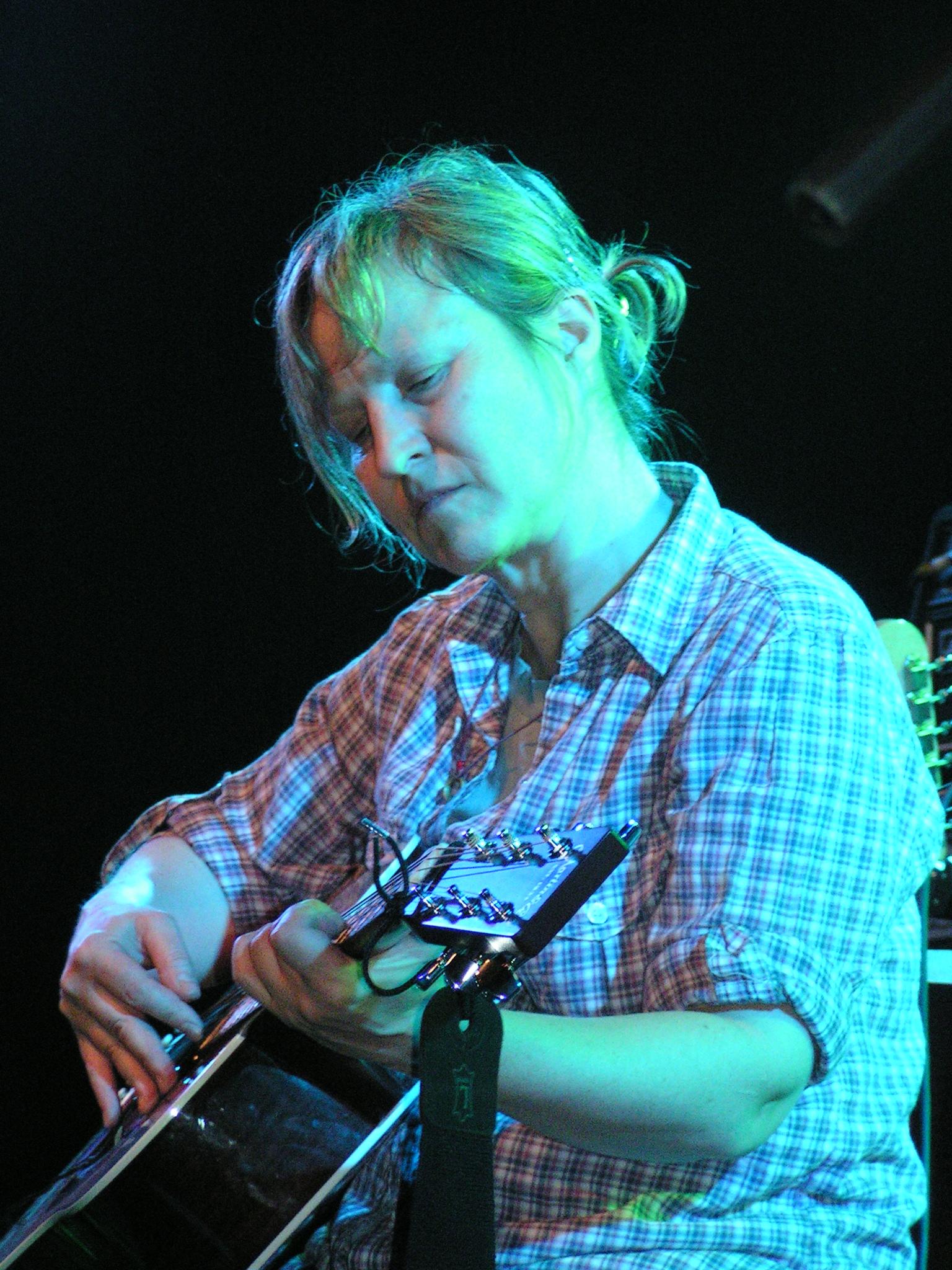
Hubley durant una actuació a Tel-Aviv el 2010.

Ira Kaplan i Georgia Hubley, que eren un duo de marit i muller, van formar el grup l'any 1984. La parella va intentar-ho amb diverses alineacions, fins a establir-se amb el guitarrista Dave Schramm i amb el baixista Mike Lewis (que va participar en el grup punk de Boston DMZ, que després es va dir The Lyres, a més de participar en el grup de Brooklyn The A.Bones. Tot durant la seva permanència amb Yo La Tengo) amb qui van treure la seva primera gravació The River Of Water. El 1986 van treure el seu primer LP que s'anomenava Ride The Tiger. Schramm i Lewis van deixar el grup i va entrar-hi Stephen Wichnewski, amb Kaplan agafant el rol de la primera guitarra. New Wave Hot Dogs de 1987 permeté al grup crear una bona reputació entre els crítics de rock, malgrat les seves pobres vendes. President Yo La Tengo de 1989 manté la mateixa senda, amb el mateix resultat en vendes. El 1990 llencen Fakebook, un àlbum orientat principalment al folk, que inclou versions de temes de Gene Clark, Cat Stevens, Rex Garvin & The Mighty Cravers, The Escorts, The Flami’n Groovies, The Scene Is Now, The Kinks, The Pastels, Daniel Johnston, i alguns temes propis del grup. May I Sing With Me del 1992 inclou al nou baixista James McNew, que a partir d'aquest moment seguirà amb el grup.
Painful del 1993, Electr-O-Pura del 1995 i I Can Hear The Heart Beating As One del 1997 van marcar un gran progrés del grup, aconseguint un estil molt versàtil que inclou alguns elements de folk, del punk-rock, del shoegazing, llargs passatges d'orientació Noise i algunes cançons properes a l'electrònica. Painful va ser també l'inici d'una fructífera relació amb el productor Roger Moutenot, que ha produït tots els àlbums de Yo La Tengo des d'aquell moment: And Then Nothing Turned Itself Inside Out del 2000, Summer Sun el 2003, I Am Not Afraid Of You, And I Will Beat Your Ass del 2006. Durant aquests anys la formació ha esdevingut un grup de culte. Gràcies a les constants gires i el suport incondicional de la crítica, han arribat a ser el grup estatunidenc més prominent d'indie rock.
El grup també és reconegut per posseir un ampli repertori de versions, i cada any toquen per la marató anual de beneficència que realitza l'estació radial WFMU (juntament amb el guitarrista de A-Bone Bruce Bennet, i algun copa amb Hamish Kilgour de The Clean, i la cantant de folk punk Lois Maffeo), on improvisen versions que demanen els espectadors a canvi d'una donació. El 2006 el grup publicà un àlbum que complia les presentacions en aquesta beneficència entre el 1996 i el 2003, titulada Yo La Tengo Is Murdering The Clasics. El 1996 Yo La Tengo apareix breument (juntament amb Tara Key del grup Antietam) caracteritzant a Velvet Underground al film I Shot Andy Warhol.
El 2001 van gravar una banda sonora pel curtmetratge documental de Jean Painlevé, titulat The Sounds Of The Sounds Of Science. També va aportar la banda sonora a l'aclamada pel·lícula independent del 2005 de Nelly Reichardt anomenada Junebug. El grup col·laborà amb Yoko Ono a l'àlbum del 2003 Wig In A Boz, Songs From & Inspired by Hedwig and the Angry Inch, realitzat en beneficència del Harvey Milk High School. Al Març de 2005 el grup publicà un àlbum doble que contenia tots els seus grans èxits anomenat Prisoners Of Love. Una edició especial de l'àlbum incloïa un tercer disc amb rareses i cares B.

## Membres
Actuals
- Ira Kaplan – veus, guitarres, teclats, cors (1984–present)
- Georgia Hubley – veus, bateria, percussió, teclats, cors (1984–present)
- James McNew – veus, baix, guitarres, percussió, teclats, cors (1992–present)

Anteriors
- Dave Schramm – guitarra principal (1985–1986, 2015)
- Dave Rick – baix (1985)
- Mike Lewis – baix (1985–1986)
- Stephan Wichnewski – baix (1987–1989)

## Discografia

### Àlbums d'estudi
- Ride the Tiger (Coyote, 1986).
- New Wave Hot Dogs (Coyote/Twintone, 1987)
- President Yo La Tengo (Coyote, 1989)
- Fakebook (Bar/None Records, 1990)
- May I Sing with Me (Alias Records, 1992)
- Painful (Matador Records, 1993)
- Electr-O-Pura (Matador, 1995)
- I Can Hear the Heart Beating as One (Matador, 1997)
- And Then Nothing Turned Itself Inside Out (Matador, 2000)
- Summer Sun (Matador, 2003)
- I Am Not Afraid of You and I Will Beat Your Ass (Matador, 2006)
- Fuckbook (publicat sota el nom de Condo Fucks (Matador, 2009)
- Popular Songs (Matador, 2009)
- Fade (Matador, 2013)
- Stuff Like That There (Matador, 2015)
- There's a Riot Going On (Matador, 2018)
- We Have Amnesia Sometimes (Matador, 2020)
- This Stupid World (Matador, 2023)

### Recopilatoris i altres àlbums
- Genius + Love = Yo La Tengo, recopilatori de rareses i cançons descartades (Matador, 1996)
- Strange But True, con Jad Fair (Matador, 1998)
- The Sounds of the Sounds of Science (Egon, 2002)
- Wig in a Box, àlbum de versions del musical Hedwig and the Angry Inch (2003)
- Prisoners of Love: A Smattering of Scintillating Senescent Songs: 1985-2003, recopilatori del millor de Yo La Tengo (Matador, 2004)
- V.O.T.E., amb Chris Stamey (Yep Roc Records, 2004)
- Yo La Tengo Is Murdering the Classics, recopilatori de versions (Egon, 2006)
- They Shoot, We Score, recopilatori de treballs per les bandes sonores de quatre pel·lícules: Old Joy (2006), Junebug (2005), Game 6 (2005) i Shortbus (2006) (Egon, 2008)

### EP
- From a Motel 6 (Matador, 1994)
- Shaker (Matador, 1993)
- Tom Courtenay (Matador, 1995).
- Camp Yo La Tengo (Matador, 1995)
- Sugarcube (Matador, 1997)
- Little Honda (Matador, 1997)
- Today Is the Day (Matador, 2003)

### Senzills
- "The River of Water"/"A House Is Not a Motel" (Egon Records, 1985)
- "The Asparagus Song"/"For the Turnstiles" (Coyote Records, 1987)
- "Speeding Motorcycle" (1990)
- "That Is Yo La Tengo" (City Slang, 1991)
- "Upside Down" (Alias, 1992)
- "Autumn Sweater" (Matador, 1997)
- "Blue-Green Arrow" (Earworm, 1997)
- "Rocket #9" (Planet, 1997)
- "You Can Have It All" (Matador, 1999)
- "Some Other Dimensions in Yo La Tengo", amb Other Dimensions in Music (Egon Records, 1999)
- "Saturday" (Matador, 2000)
- "Danelectro" (Matador, 2000)
- "Nuclear War" (Matador, 2002)
- "Merry Christmas From Yo La Tengo" (Egon, 2002)
- "Mr. Tough" (Matador, 2006)